# Pratt & Whitney R-2000 Twin Wasp
Pratt & Whitney R-2000 Twin Wasp var en stjernemotor udviklet i USA i 1942, og beregnet til militærfly. Den var en af Pratt & Whitney Wasp-serien af stjernemotorer.

## Design og udvikling
R-2000 var en forstørret version af Pratt & Whitney R-1830 Twin Wasp, med fokus på at reducere produktionsomkostningerne og nedsætte kravene til brændstoffet. Motorens boring blev forøget til 5,75 in (146 mm), mens den beholdte slaglængden på 5,5 in (140 mm). Dette bragte motorens slagvolumen op på 2.000 cu.in. (32,8 l). Der blev ændret en række detaljer fra R-1830, som for eks. at magnetoerne blev flyttet fra bagsiden til forsiden af motoren (som på den tidligere og større Double Wasp), kuglelejer i stedet for rullelejer som hovedlejer på krumtapakslen, og 87 oktan brændstof (dette blev specificeret fordi man frygtede at krigstidsleverancerne af 100 oktan ville svigte, men bekymringen viste sig at være grundløs). R-2000 leverede 1.300 hk ved 2.700 omdrejninger pr. minut med 87 oktan, 1.350 hk med 100 oktan og 1.450 hk ved 2.800 omdr. med 100/130-oktan brændstof.

## Anvendelse
- Douglas C-54 Skymaster
- Douglas DC-4
- Douglas Super DC-3
- de Havilland Canada DHC-4 Caribou
- Vought XF5U

## Specifikationer (R-2000-3)
| Type:            | 14-cylindret 2-rækkers trykladet | stjernemotor                    |
| Boring:          | 5,75 in                          | 146,0 mm                        |
| Slaglængde:      | 5,5 in                           | 139,7 mm                        |
| Slagvolumen:     | 2.004 in³                        | 32,8 liter                      |
| Længde:          | 61,01 in                         | 1.550 mm                        |
| Diameter:        | 49,49 in                         | 1.257 mm                        |
| Vægt:            | 1.570lb                          | 714 kg                          |
| Brændstof:       | 95-130 oktan                     | benzin                          |
| Brændstofsystem: | Stromberg                        | karburator                      |
| Køling:          | Luftkølet                        |                                 |
| Effekt:          | 1.350 hk (US hp)                 | @ 2.700 omdr. ved havoverfladen |
| Kompression:     | 6,5:1                            |                                 |
| Reduktionsgear:  | 2:1                              |                                 |